# Presidente Perón nemzetközi repülőtér
A Presidente Perón nemzetközi repülőtér (IATA: NQN, ICAO: SAZN) Argentína egyik nemzetközi repülőtere, amely Confluencia megye közelében található. Éves utasforgalma 1 018 948 fő (2018).

## Kifutópályák
A repülőtér futópályái:
- 09/27 (2570 m, aszfalt)

## Forgalom
Az utasforgalom az elmúlt években az alábbi módon változott:
| Utasok száma | 331 745 | 240 959 | 263 476 | 314 661 | 447 091 | 530 511 | 711 089 | 860 247 | 250 875 | 874 700 |
|              | 2001    | 2003    | 2006    | 2008    | 2010    | 2013    | 2015    | 2017    | 2020    | 2022    |

## Légitársaságok és úticélok
2023-ban a Presidente Perón nemzetközi repülőtérről az alábbi járatok indulnak:
| Légitársaság          | Célállomások                                                                                             |
| --------------------- | --- |
| Aerolíneas Argentinas | Buenos Aires–Aeroparque, Comodoro Rivadavia, Córdoba (AR), Mendoza, Rosario (2023 november 5-től), Salta |
| American Jet          | Charter: Rincón de los Sauces, San Martín de los Andes                                                   |
| Flybondi              | Buenos Aires–Aeroparque, Córdoba (AR)                                                                    |
| JetSmart Argentina    | Buenos Aires–Aeroparque, Salta                                                                           |
| LADE                  | Bahía Blanca, Comodoro Rivadavia, Malargüe, Mendoza, Puerto Madryn                                       |